# Лесковець-при-Кршкем
Лесковець-при-Кршкем (словен. Leskovec pri Krškem) — поселення в общині Кршко, Споднєпосавський регіон, Словенія. Висота над рівнем моря: 209,9 м.

## Пам'ятки

### Лесковецький замок
На пагорбі на північ від селища стоїть Лесковецький замок, що датується XV ст. з переробками XVI-XVIII ст. 